# Amine Ltifi
Amine Ltifi (arabe : أمين لطيفي), né le 4 juillet 1984 à Tunis, est un footballeur tunisien qui joue au poste d'attaquant.

## Biographie
Il fait partie de l'équipe olympique de Tunisie aux Jeux olympiques d'été de 2004 et de la sélection nationale à la CAN 2006.
Il compte cinq sélections, avec un but marqué le 12 janvier 2006 contre la Libye.
Il est le meilleur buteur du championnat de Tunisie à l'issue de la saison 2005-2006 avec seize buts marqués.

## Carrière
- juillet 2001-juillet 2003 : Espérance sportive de Tunis (Tunisie)
- juillet 2003-janvier 2005 : Union sportive Créteil-Lusitanos (France)
- janvier 2005-juillet 2009 : Espérance sportive de Tunis (Tunisie)
- juillet 2009-juillet 2010 : Club sportif de Hammam Lif (Tunisie)
- juillet 2010-juillet 2011 : Avenir sportif de La Marsa (Tunisie)
- juillet 2011-janvier 2013 : Étoile sportive du Sahel (Tunisie)
- janvier 2013-juillet 2014 : El Gawafel sportives de Gafsa (Tunisie)

## Palmarès
- Championnat de Tunisie (3) : 2002, 2006, 2009
- Coupe de Tunisie (1) :
  - Vainqueur : 2006
  - Finaliste : 2005

## Distinctions personnelles
- Meilleur buteur du championnat de Tunisie : 2006 (seize buts)